# Tiroidită Hashimoto
Tiroidita Hashimoto, cunoscută în practica medicală și sub denumirea de tiroidita limfocitară cronică, este o boală autoimună a glandei tiroidei, în care, sub acțiunea factorilor genetici și de mediu, se produc anticorpi antitiroidieni (anticorp anti-tiroidperoxidaza- ATPO și anticorp anti-tirotropina-ATG), care atacă și distrug progresiv țesutul tiroidian sănătos. Funcția tiroidiană este, astfel, alterată, și treptat, se instalează hipotiroidismul, caracterizat printr-o producție scăzută de hormoni tiroidieni (T3-triiodotironina și T4-tiroxină), cu răsunet asupra întregului organism.
Nu toți cei afectați de tiroidita Hashimoto vor dezvolta și hipotiroidism. Pentru cei cu hipotiroidism, simptomele pot fi subclinice: moderate sau aproape inexistente, mai ales în stadiile incipiente. Aproximativ 20% din pacienți prezintă semne și simptome de hipotiroidism moderat la prezentarea inițială la medic.
Pe măsură ce afecțiunea progresează, tiroida își poate mări dimensiunile, căpătând un aspect specific de masă tumorală la baza gâtului, cunoscut sub denumirea de "gușă tiroidiană". 
Odată cu creșterea gradului de hipotiroidism (hormoni tiroidieni insuficienți pentru necesarul organismului), persoanele afectate pot avea unul sau mai multe dintre simptomele următoare:
- intoleranță la temperaturi scăzute (hipotermie)
- dureri articulare și de mușchi
- oboseală
- creștere în greutate
- constipație sau mai puțin de trei scaune pe săptămână (rată metabolică scăzută, producție insuficientă de energie)
- par uscat și friabil
- cicluri menstruale neregulate
- depresie
- tulburări de memorie
- ritm cardiac încetinit (bradicardie)

Tiroidita Hashimoto este o boală frecvent întâlnită în rândul femeilor cu vârsta cuprinsă între 30-50 de ani. Este rară la copii, dar dacă este prezentă, poate avea efecte nefavorabile asupra creșterii și maturării fizice. Statura mică și retardul mental sunt caracteristici care sunt în mod frecvent observate la copii care suferă de tiroidita Hashimoto.
Principalele simptome care apar la cei afectați de tiroidita Hashimoto și care sunt diagnosticați tardiv: iritabilitate, depresie, confuzie, oboseală; în multe din aceste cazuri , pacienții sunt diagnosticați greșit, cu tulburări psihiatrice, înainte de a fi diagnosticați corect, ca urmare a deficienței de hormoni tiroidieni.
Persoanele cu alte boli autoimune sunt mai predispuse în a dezvolta tiroidita Hashimoto, principiu care se aplică și invers: cei cu tiroidita Hashimoto sunt mai susceptibili pentru alte boli autoimune. Aceste boli sunt: vitiligo, artrita reumatoidă, boala Addison, diabetul de tip I, anemia pernicioasă, boala celiacă, hepatita autoimună, lupusul eritematos sistemic etc.
1. ↑  Monarch Disease Ontology release 2018-06-29[*] Verificați valoarea |titlelink= (ajutor);